# Mammina (film 1926)
Mammina (Lovey Mary) è un film muto del 1926 diretto da King Baggot. Lovey Mary va via da un orfanotrofio, trovando rifugio da una signora molto gentile, mamma di un bel ragazzo. La protagonista della storia è interpretata da Bessie Love.

## Trama
La giovane Lovey Mary è un'orfana che vive in istituto e si prende cura del piccolo Tommy, il figlio di Kate, una donna dai costumi facili. Quando la madre viene per prendere il bambino, lui scappa insieme a Mary. I due trovano rifugio presso Miss Hazey che sta per sposarsi con Stubbins. Mary diventa molto amica dei ragazzi che vivono lì accanto, Billy Wiggs e le sorelle, Asia, Australia e Europena con le quali lavora in una fabbrica di conserve di pomodoro. Il giorno delle nozze, Stubbins arriva ubriaco e fa delle proposte a Mary. Intanto, la ragazza viene a sapere che Kate, la madre di Tommy, è in punto di morte. Lei, allora, le porta al capezzale il figlio, guadagnandosi così la fiducia della donna che le affida, dopo la sua morte, il bambino che Mary adotterà quando si sposerà con Billy.

## Produzione
Il film fu prodotto dalla Metro-Goldwyn-Mayer (MGM).

## Distribuzione
Distribuito dalla Metro-Goldwyn-Mayer (MGM), il film uscì nelle sale cinematografiche statunitensi il 20 giugno 1926.